# Gambrinus-Haus

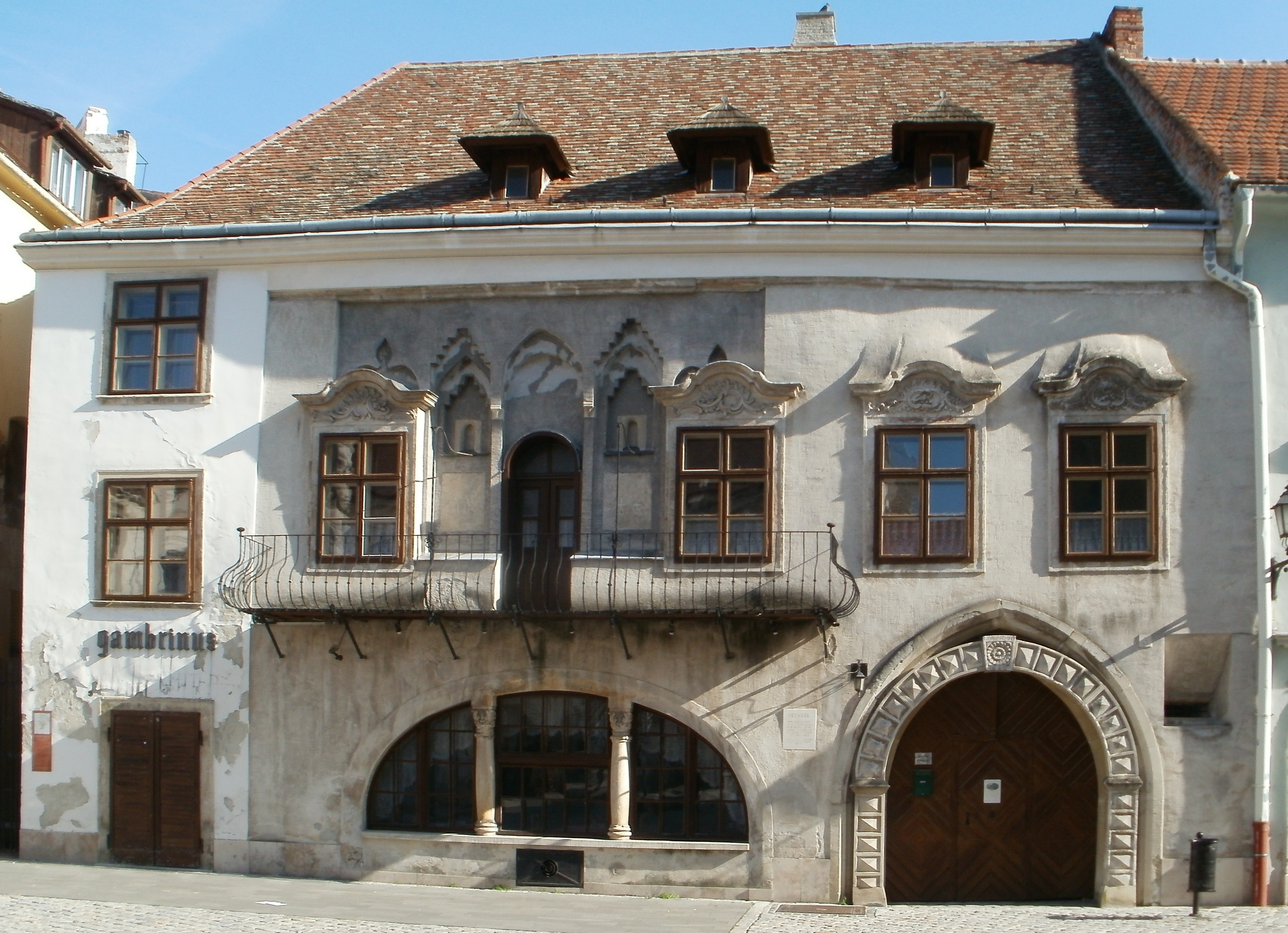
Gambrinus-Haus

Das Gambrinus-Haus (ungarisch Gambrinus-ház) ist ein Baudenkmal aus dem Mittelalter in Sopron, einer Stadt südlich von Wien, heute Ungarn. Es liegt am Hauptplatz der Stadt (Fő tér 3).

## Beschreibung
Das Anfang des 15. Jahrhunderts erbaute Haus wurde Sopron 1422 von König Sigismund von Luxemburg geschenkt. Bis 1496 diente das Gebäude der Stadt Sopron als Rathaus. Das Haus zeigt die Baustile Gotik, Barock, Rokoko und Renaissance. Im Toreingang befinden sich gotische Sitznischen. An der Fassade des Gebäudes sind mittelalterliche Konsolen zu sehen.
Der Stadtschreiber János Gugelweit schrieb im 15. Jahrhundert hier die sogenannten Soproner Blumen, deren Manuskript heute im Stadtarchiv aufbewahrt wird. 
Die Umrahmung des Eingangs aus dem Jahr 1620 ist aufwendig verziert. Überreste eines gewölbten Tores sind heute noch zu erkennen. Es wurde im frühen 17. Jahrhundert umgebaut. Früher war hier das Restaurant Gambrinus.